# I★my★me★mine/EZ DO DANCE
〈I★my★me★mine/EZ DO DANCE〉(アイマイミーマイン/イージードゥダンス 아이마이미마인/이지두단스[*])는 Dream5의 6번째 싱글이다. 2012년 5월 2일에 에이벡스 트랙스에서 발매됐다.

## 개요
- Dream5의 첫 양면 A사이드 싱글이다.
- 〈I★my★me★mine〉는 전작에 이어서 TV 도쿄계 애니메이션 《다마고치!》의 여는 곡. 댄서 3명도 노래하고 있다.
- 〈EZ DO DANCE〉는 TRF의 동명의 곡 커버이다. 자신이 출연하는 이토요가도 Dancingood day의 광고 음악이다.
- 이토요카도 이벤트 한정반에는 외장형 특전으로 스페셜 메이킹 DVD가 들어있다.

## 수록곡

### 통상반
CD
1. I★my★me★mine [3:59]
  - 작사: leonn / 작곡: 코무로 테츠야 / 편곡: 히비노 히로후미
2. EZ DO DANCE [4:21]
  - 작사 · 작곡: 코무로 테츠야 / 편곡: 와타나베 토루
3. I★my★me★mine 매우 좋아 ver(I★my★me★mine ダイスキver) [1:32]
4. 드리5학원 생활 드라마~학생회 멤버와 아라이 선생님(ドリ5学園生活ドラマ〜生徒会メンバーと新井先生)
5. I★my★me★mine (Instrumental) [3:58]
6. EZ DO DANCE (Instrumental) [4:21]

DVD
1. I★my★me★mine (뮤직비디오)
2. EZ DO DANCE (뮤직비디오)
3. I★my★me★mine (안무 비디오)
4. EZ DO DANCE (안무 비디오)
5. I★my★me★mine 매우 좋아 ver (오하라 유노 안무 비디오)
6. 드리5학원 댄스부 퍼포먼스 영상 Part II (타마카와 모모나 · 타카노 아키라 · 오하라 유노)

### mu-mo 샵 한정반
CD
1. I★my★me★mine
2. EZ DO DANCE
3. 드리5학원 학교 생활 드라마[주 1]

### 이토요가도 이벤트 한정반
CD
1. I★my★me★mine
2. EZ DO DANCE
3. I★my★me★mine (Instrumental)
4. EZ DO DANCE (Instrumental)

DVD
1. I★my★me★mine (뮤직비디오)
2. EZ DO DANCE (뮤직비디오)
3. 드리5학원 댄스부 퍼포먼스 영상 Part II